# Mariendals Mark
Mariendals Mark er et område, i Frederikshavn Kommune, beliggende mellem Knivholt, Ravnshøj og Ellinggaard Enge
Området består primært af opdyrkede arealer med tilhørende landbrugs- og minkavlsejendomme. 

## Veje, Mariendals Mark
- Mariendalsvej – primærvej mellem hovedvej 35 og Elling-by.
- Koldenåvej – sekundærvej fra Frederikshavn-by, som udmunder på Mariendalsvej.
- Bækmojenvej – sekundærvej fra Knivholt Gård, som udmunder på Mariendalsvej.
- Amagervej – delvis privat- og sekundærvej mellem Kvissel by og Ellinggaard.
- Starbakvej – sækundervej mellem Ribberholt (Ravnshøj) som udmunder på Mariendalsvej.

|  | Denne artikel om lokaliteten Mariendals Mark kan blive bedre, hvis der indsættes et (bedre) billede. Du kan hjælpe ved at afsøge Wikimedia Commons for et passende billede eller lægge et op på Wikimedia Commons med en af de tilladte licenser og indsætte det i artiklen. |

57°27′55″N 10°28′25″Ø / 57.46528°N 10.473702°Ø